# Cuajiniquil de Santa Cruz
Cuajiniquil es un distrito del cantón de Santa Cruz, en la provincia de Guanacaste, en la República de Costa Rica.

## Toponimia
El nombre Cuajiniquil (del náhuatl: Kwahxonekwilli) se debe a los árboles de la especie Inga edulis, y significa árbol de pie torcido.

## Historia
Cuajiniquil fue creado el 11 de noviembre de 1974 por medio de Decreto Ejecutivo 4315-G. Segregado de Veintisiete de Abril.

## Geografía
Cuajiniquil cuenta con un área de 218 km² y una altitud media de 50 m s. n. m.

## Demografía
Para el año 2022, Cuajiniquil cuenta con una población estimada de 1171 habitantes, y para el último censo efectuado, en 2011, Cuajiniquil contaba con una población de 1789 habitantes.

## Localidades
- Cabecera: San Juanillo
- Poblados: Alemania, Bolillos, Cuajiniquil, Chiquero, Fortuna, Frijolar, Jazminal, Lagarto, Libertad, Limonal, Manzanillo, Marbella, Ostional, Palmares, Piedras Amarillas, Progreso, Punta Caliente, Quebrada Seca, Quebrada Zapote, Rayo, Roble, Rosario, Santa Cecilia, Santa Elena, Socorro, Unión, Veracruz.

## Transporte

### Carreteras
Al distrito lo atraviesan las siguientes rutas nacionales de carretera:
- Ruta nacional 160
- Ruta nacional 904